# Tragocerus spencii
Tragocerus spencii là một loài bọ cánh cứng trong họ Cerambycidae.